# John S. Waters
John S. Waters (* 31. Oktober 1893 in New York City; † 5. Mai 1965 in Hollywood, Kalifornien) war ein US-amerikanischer Filmregisseur, der als Regieassistent 1934 den Oscar für die beste Regieassistenz im Film Schrei der Gehetzten gewann.

## Biografie
Waters war überwiegend als Regieassistent tätig und gab sein Debüt 1916 beim Film The Shadow of the Doubt. Zu seinen weiteren Arbeiten gehören Filme wie The Avenging Trail (1917), Down Home (1920), The Face of the World (1921), Die Farm auf dem Hügel (1926), Just a Gigolo (1931), Arsene Lupin, der König der Diebe (1932), Flirt (1932), Divorce in the Family (1932), Die Maske des Fu-Manchu (1932), Die Hölle aus Stahl (1933), Liebeslied der Wüste (1933) und Broadway to Hollywood (1933).
Nachdem er bereits bei der Oscarverleihung 1934 für den Oscar für die beste Regieassistenz nominiert war, erhielt er diesen bei der Oscarverleihung 1935 für Schrei der Gehetzten von Jack Conway, Howard Hawks und William A. Wellman. Zu den weiteren Filmen als Regieassistent gehören Death on the Diamond (1934), David Copperfield (1935), Rivalen (1939), 6,000 Enemies (1939), Ninotschka (1939), Der Draufgänger (1940), Auf Leben und Tod (1949), Die Letzten von Fort Gamble (1950), The Next Voice You Hear... (1950), An einem Tag wie jeder andere (1955), Durchbruch bei Morgenrot (1958) sowie Weites Land.
Seit Mitte der 1920er Jahre führte Waters dann auch mehrmals selbst Regie bei Westernfilmen sowie Comedyfilmen und debütierte 1926 mit Born to the West. Weitere Regiearbeiten waren Forlorn River, Man of the Forest (1926), The Mysterious Rider (1927), Arizona Bound (Der Überfall auf den Goldtransport, 1927), Drums of the Desert (In letzter Minute, 1927), Nevada (1927), Two Flaming Youths (1927), Der weiße Harem (1928), The Vanishing Pioneer (1928), dem ersten Film von Tim Holt, The Overland Telegraph (1929) mit Dorothy Janis, Sioux Blood (1929), Donkey Baseball (Hausesel Baseball, ein dokumentarischer Kurzfilm aus dem Jahr 1935) sowie zuletzt The Mighty McGurk (1947) mit Wallace Beery.

## Filmografie (Auswahl)

### Regieassistenz
- 1916: The Shadow of the Doubt
- 1917: The Avenging Trail
- 1920: Down Home
- 1921: The Face of the World
- 1926: Die Farm auf dem Hügel (The Enchanted Hill)
- 1931: Just a Gigolo
- 1932: Arsene Lupin, der König der Diebe (Arsene Lupin)
- 1932: Flirt (Huddle)
- 1932: Divorce in the Family
- 1932: Die Maske des Fu-Manchu (The Mask of Fu Manchu)
- 1933: Die Hölle aus Stahl (Hell Below)
- 1933: Liebeslied der Wüste (The Barbarian)
- 1933: Broadway to Hollywood
- 1934: Schrei der Gehetzten (Viva Villa!)
- 1934: Death on the Diamond
- 1935: David Copperfield
- 1939: Rivalen (Let Freedom Ring)
- 1939: 6,000 Enemies
- 1939: Ninotschka (Ninotchka)
- 1940: Der Draufgänger (Boom Town)
- 1941: Die Frau mit der Narbe (A Woman’s Face)
- 1941: Die Marx Brothers im Kaufhaus (The Big Store)
- 1941: Fluchtweg unbekannt (They Met in Bombay)
- 1947: Der Windhund und die Lady (The Hucksters)
- 1949: Auf Leben und Tod (The Fighting O'Flynn)
- 1950: Die Letzten von Fort Gamble (Ambush)
- 1950: Duell in der Manege (Annie Get Your Gun)
- 1950: The Next Voice You Hear...
- 1952: Mann gegen Mann (Lone Star)
- 1953: Die schwarze Perle (All the Brothers Were Valiant)
- 1955: An einem Tag wie jeder andere (The Desperate Hours)
- 1957: Geh nicht zu nah ans Wasser (Don’t Go Near the Water)
- 1958: Durchbruch bei Morgenrot (The Deep Six)
- 1958: Weites Land (The Big Country)

### Regie
- 1926: Banditenehre (Forlorn River)
- 1927: In letzter Minute (Drums of the Desert)
- 1927: Der Meuchelmörder von Nevada (Nevada)
- 1928: Der weiße Harem (Beau Sabreur)
- 1947: The Mighty McGurk